# Джакомо Боні (археолог)
Джакомо Боні (народився 25 квітня 1859 у Венеції — помер 19 липня 1925 у Римі) — італійський класичний археолог і архітектор. З 1898 року і до самої смерті він був керівником розкопок на Римському форумі в Римі. Цікавлячись римською релігією, він намагався відродити стародавні культи. Свого часу сподівався на підтримку Беніто Муссоліні та італійських фашистів. Мав широкі наукові інтереси, крім археологічних досліджень, також займався ботанікою, геологією та літературою.

## Навчання та ранні роки
Джакомо Боні був сином капітана Луїджі Боні та його дружини Марії, уродженої Де Нарді. Після здобуття технічної освіти у 1878 році він брав участь у реставрації Палацу дожів у Венеції, яка тривала з 1870 року. Тут він виявив свій особливий талант у роботі з технічною документацією, а також з історичними аспектами старих будівель. Він почав листуватися з Джоном Раскіним і Вільямом Моррісом щодо питань реставрації — обидва вони були піонерами сучасної охорони пам'яток — і встановив тісні зв'язки з культурним світом Великої Британії.
У 1880 році Боні почав вивчати архітектуру у Венеційській академії витончених мистецтв, яку закінчив у 1884 році, поглибивши таким чином свої знання про античну культуру та мислення. Подорожі провінціями Римської імперії привели його також до Австрії та Німеччини. З 1885 року він керував першими розкопками фундаменту кампаніли Сан-Марко і, незалежно від Вільгельма Дерпфельда та інших, розробив метод стратиграфії в польових археологічних дослідженнях. У тому ж році він став членом Королівського інституту британських архітекторів.
У 1888 році новопризначений міністр освіти Паоло Боселлі призначив його секретарем Королівської колекції гравюр, а через два роки він став інспектором Головного управління старожитностей і мистецтв під керівництвом Джузеппе Фіореллі. На цій посаді він брав зокрема участь у дослідженні Пантеону 1892 року Лукою Бельтрамі та Джузеппе Сакконі, архітектором пам'ятника Вітторіо Емануїлу II. У 1895 і 1896 роках він очолював канцелярію Генеральної дирекції, відповідальну за Рим. Як архітектор він також відповідав за реставрацію вілли Бланків тодішнього міністра закордонних справ Італії Альберто Бланка з 1896 по 1897 рік. У саду вілли Боні перебудував римський мавзолей, який він розкопав у районі Риму під назвою Тор ді Квінто, і початкове місце якого зараз опинилося під розширеною Віа Номентана.

## Керівник розкопок на Римському форумі
На початку 1898 року міністр освіти Гвідо Баччеллі призначив Боні керівником розкопок на Римському форумі. Вперше були проведені стратиграфічні дослідження форуму і Боні задокументував усі відкриття та знахідки. Середньовічні артефакти цікавили його так само, як і античні, і були на рівних правах представлені в малюнках, фотографіях та письмовій документації. Таким чином, він став першопрохідцем в археологічних дослідженнях по всій Італії і встановив стандарти для своїх наступників в археологічних розкопках римської античності. У період до 1907 року він відкрив, серед іншого, архаїчний некрополь у храмі Антоніна Пія та Фаустини на Форумі, відкрив Лапіс Нігер, Регію, Лакус Курціус та підземні ходи під Форумом часів Цезаря, а також залишки Хорреї Агріппи та святилища Венери Клоаціни. У 1899 році він наказав знести церкву Санта-Марія-Лібератріче на форумі, щоб відкрити залишки ранньохристиянської церкви Санта-Марія-Антіква. Крім того, він також керував реставрацією Кампаніле Сан-Марко у Венеції, яка була сильно пошкоджена землетрусом 1903 року і знову відкрита для відвідувачів у 1910 році.
У 1907 році його повноваження та юрисдикція були поширені на Палатин. У наступні роки він відкрив архаїчну цистерну у формі толосу на Палатині, Casa dei Grifi, так звану Aula Isiaca, так звані Терми Тіберія в Прохідному палаці та залишки хатини залізної доби під перистилем Палацу Флавіїв. Перша світова війна перервала дослідження Форуму і Палатинського пагорба, а Боні призвали до війська. Після повернення з фронту він тяжко захворів і лише в 1916 році відновив археологічну роботу. За його досягнення, а також через його близькість до італійського фашизму, 1923 року він був призначений сенатором королівства. Він також отримав у ці роки численні високі нагороди й відзнаки. Його могила — як просив його друг Габріеле Д'Аннунціо Муссоліні — розташована посеред Фарнезінського саду на Палатинському пагорбі.

## Вплив

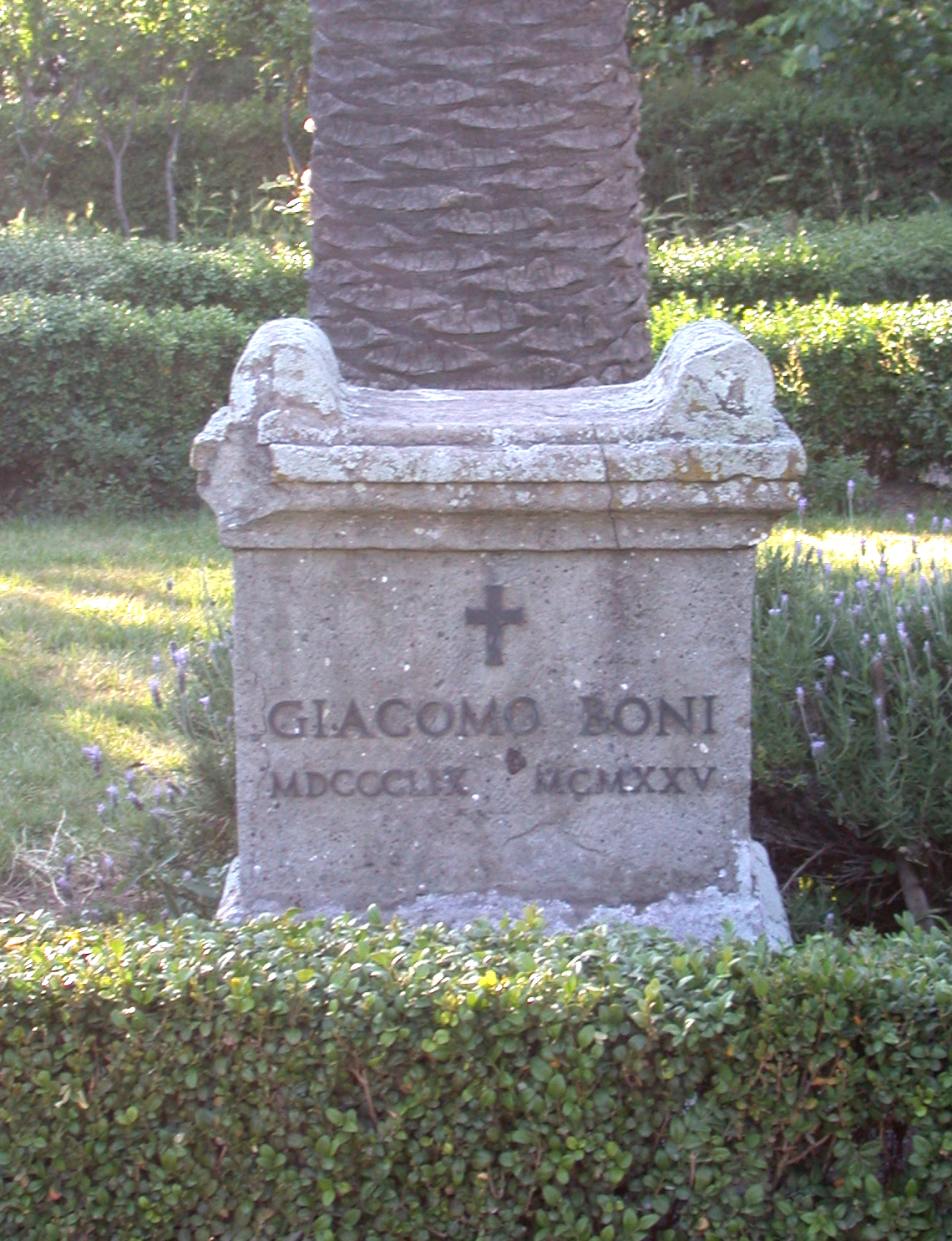
Могила Джакомо Боні на Палатинському пагорбі

Окрім археологічних досліджень та зацікавлень, які не лише знайшли відображення в його прогресивних та неупереджених методах розкопок, основна увага Боні була зосереджена на документуванні старожитностей та пов'язаній з цим роботі з громадськістю. Він підтримав заснування Національного фотографічного кабінету в Римі, наглядав за створенням національного каталогу старожитностей і брав участь у розробці стандартів реставрації, в якій він вважав консервацію важливішою за реконструкцію.
Боні рано зацікавився східними релігіями Індії, Китаю та Японії і відчував дедалі більше відчуження від християнства. Врешті, під впливом особистих містичних переживань — наприклад, уві сні він передбачав відкриття Ляпіса Нігера наступного дня — він звернувся до давньоримської релігії і розмірковував над тим, як її можна повернути до життя, поставивши під захист держави. У цьому сенсі він хотів вплинути на Франческо Кріспі, Сідні Сонніно і особливо на Беніто Муссоліні. Він сподівався, що Муссоліні та італійські фашисти відродять стародавній Рим.
Боні неодноразово організовував язичницькі ритуали, такі як лібація в річницю відкриття Lacus Curtius у 1903 році разом з британським істориком і другом Гораціо Брауном. У 1916 році Боні провів ритуал очищення в храмі Аполлона на Палатинському пагорбі, який помилково вважався храмом Юпітера Віктора. У 1917 році він спорудив на Палатинському пагорбі вівтар, який назвав ara graminea, на якому кожен італієць мав приносити жертви за прихильність долі Італії в Першій світовій війні. До річниці походу на Рим, ініційованого Муссоліні, який згодом став прем'єр-міністром дуче, Боні розробив комплексну програму, яка включала, серед іншого, святкування Луперкалій, жертвоприношення в Mundus Cereris та організацію Ludus Troiae та Палатинських ігор.
Боні також підтримував тісні стосунки з езотеричними колами свого часу, такими як Еммеліна де Ренціс, мати Джованні Антоніо Колонна ді Чезаро, міністра при Муссоліні. Він підтримував письмовий контакт з Леоне Каетані. Разом з археологами Роберто Парібені та Джуліо Квіріно Джильйолі він консультував Роджеро Мусмечі Феррарі Браво, письменника, який публікувався під псевдонімом Ігніс і належав до Via romana agli Dèi, для якого Боні розробив давньоримських персонажів трагедії «Румон».

## Відзнаки
- Кавалер ордена Корони Італії
- Член ордена Почесного легіону
- Кавалер ордена Червоного Орла
- Почесні докторські ступені Оксфордського, Кембриджського та Єльського університетів.